# Zilverberg (Roeselare)
Zilverberg is een dorp in de Belgische provincie West-Vlaanderen. Het dorpje ligt bijna een kilometer ten zuiden van het centrum van de stad Roeselare, op het grondgebied van de Roeselaarse deelgemeente Rumbeke. Het dorp ligt langs de steenweg N32 van Roeselare naar de stad Menen. Op de Zilverberg bevindt zich het hoogste punt van de gemeente Roeselare: 39 meter nabij de Karabinierstraat.
Het dorp is ontstaan uit twee voormalige gehuchten, namelijk Den Aap (naar de gelijknamige voormalige herberg van 1778) en Zilverberg, waaraan Den Aap werd vastgebouwd.
Het dorp heeft zijn eigen katholieke parochie met als patroonheilige Sint Henricus. De aparte parochie ontstond op 27 december 1935 uit een gedeelte van de parochie Rumbeke en van de Heilig Hartparochie van Roeselare. De bouw van de Sint-Henricuskerk kerk, met kenmerkend koperen dak, startte in 1936 en ze werd ingewijd in 1939. Tijdens de Tweede Wereldoorlog werd de Sint-Henricuskerk gedeeltelijk vernield maar vlak na de oorlog werd ze hersteld.

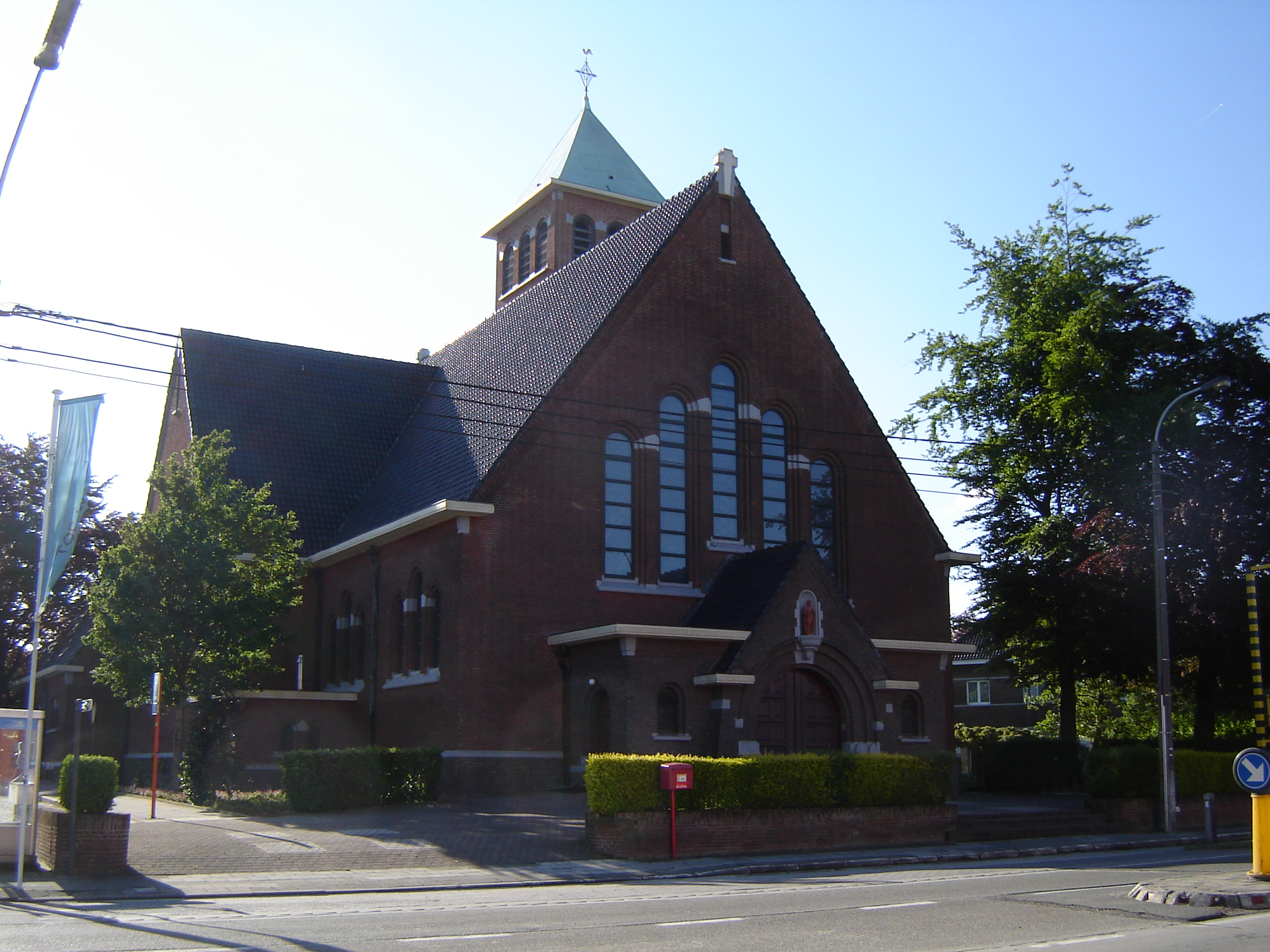
Sint-Henricuskerk

## Nabijgelegen kernen
Rumbeke, Roeselare, Oekene, Beitem, Moorslede
Deelgemeenten: Beveren · Oekene · Roeselare · Rumbeke

Overige dorpen: Beitem · Zilverberg

Wijken en gehuchten: De Ruiter · Schiervelde

Belgische gemeenten · Arrondissement Roeselare · West-Vlaanderen · Vlaanderen